# 大炊御門冬忠
大炊御門 冬忠（おおいのみかど ふゆただ）は、鎌倉時代中期の公卿。内大臣・大炊御門家嗣の子。大炊御門または香隆寺と号す。官位は正二位・内大臣。大炊御門家6代当主。主に後堀河天皇（86代）から亀山天皇（90代）の五朝に亘って仕えた。

## 経歴
寛喜3年（1231年）に叙爵。侍従・周防介・左近衛少将/中将を経て、暦仁2年（1238年）に従三位となり、公卿に列する。その後も権中納言・権大納言を経て、建長2年(1250年)に正二位、弘長元年（1261年）に大納言、右近衛大将となった。さらにその翌年に左近衛大将。
文永2年（1265年）から文永4年（1267年）の間には内大臣となった。しかし文永5年（1268年）には腫物・痢病により出家し、以降は香隆寺入道と称されるようになった。同年のうちに薨去。享年51。

## 系譜
- 父：大炊御門家嗣
- 母：持明院宗子 - 従三位。持明院基宗の娘
- 妻：中院通成養女? - 筑前守藤原長宗の娘?
  - 長男：大炊御門信嗣
- 妻：藤原資季養女?
次男：大炊御門冬輔
- 生母不明の子女
  - 男子：大炊御門氏嗣
  - 男子：忠覚
  - 男子：観円
  - 女子：